# Nassarius pfeifferi
Nassarius pfeifferi là một loài ốc biển, là động vật thân mềm chân bụng sống ở biển thuộc họ Nassariidae.

## Miêu tả
Kích thước vỏ ốc khoảng 9 mm và 19 mm

## Phân bố
Loài này phân bố ở Đại Tây Dương dọc theo Tây Ban Nha, Bồ Đào Nha và Mauritania.

## Hình ảnh

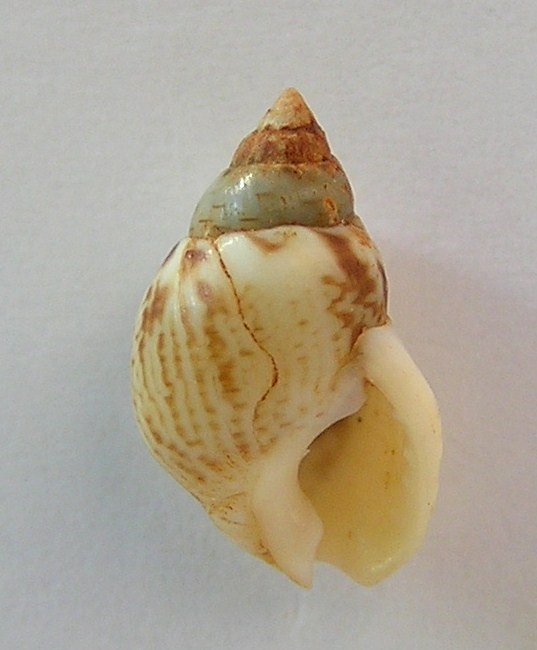